# 赤間啓之
赤間 啓之（あかま ひろゆき、1958年4月 - ）は、日本の哲学研究者。東京工業大学生命理工学系准教授。専門はジャック・ラカン研究。栃木県出身。

## 学歴
- 1985年 東京大学教養学部教養学科卒業
- 1992年 パリ第1大学パンテオン-ソルボンヌ校Ph.D

## 職歴
- 1992年 東京工業大学工学部外国語群講師
- 1996年 東京工業大学工学部外国語群助教授
- 1996年 東京工業大学大学院社会理工学研究科人間行動システム専攻助教授
- 2008年 同准教授

## 著作
- 『ラカンもしくは小説の視線』弘文堂、1988
- 『ユートピアのラカン』青土社、1994
- 『監禁からの哲学　フランス革命とイデオローグ』河出書房新社 、1995
- 『分裂する現実 ヴァーチャル時代の思想』日本放送出版協会、1997
- 『デッサンする身体』春秋社、2003

## 学会活動等
- 2000年 日本記号学会論文誌編集委員